# Coscinia bipunctata
Coscinia bipunctata là một loài bướm đêm thuộc phân họ Arctiinae, họ Erebidae.